# Chapman Taylor

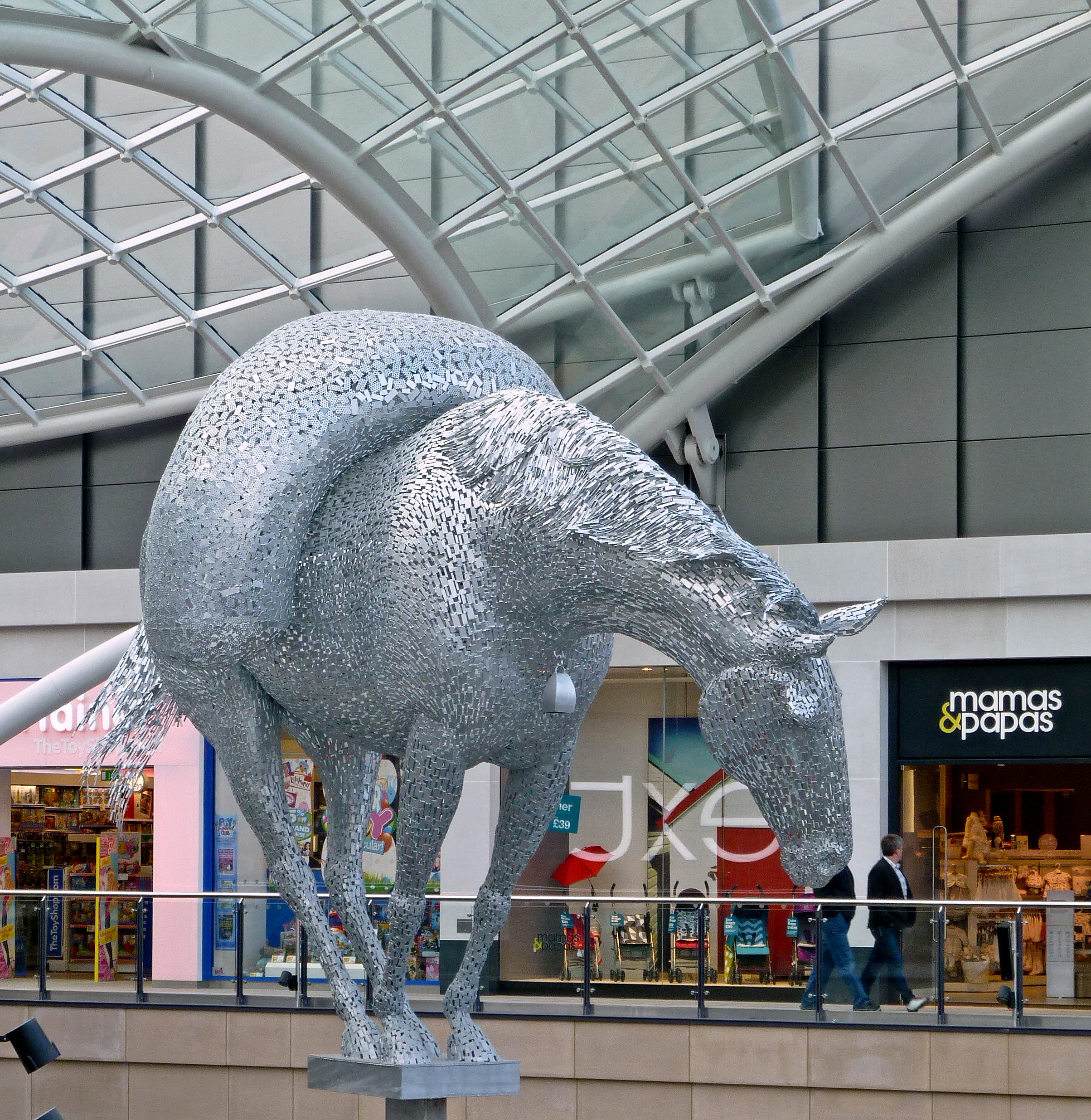
Торговий центр Trinity Leeds, Лідс, Велика Британія, проєкт Chatman Taylor, відкритий у 2013 році

Chapman Taylor — всесвітня практика архітекторів, планувальників і дизайнерів інтер’єрів, які отримали нагороди, і працюють у Європі, Азії та на Близькому Сході.
Практика виконала понад 3000 проектів і отримала понад 300 нагород у сфері дизайну за свою історію, у тому числі Премію королеви Великої Британії.
Він спеціалізується на дизайні житлових приміщень, роздрібної торгівлі, відпочинку, гостинності, транспорту та робочих місць, а також поєднання цих цілей у великомасштабних середовищах змішаного використання.

## Історія

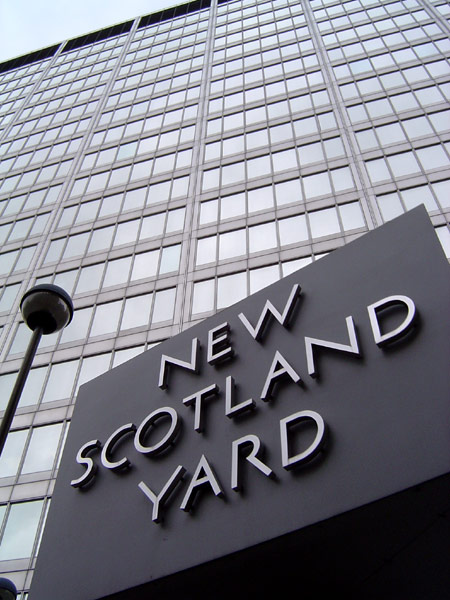
Новий Скотланд-Ярд, перший дизайнерський проект Чепмена Тейлора в 1959 році

Практика була заснована у Великій Британії в 1959 році. Його першим проектом було проектування та здача Нового Скотланд-Ярду, який став штаб-квартирою лондонської столичної поліції. У 1970-х роках Чепмен Тейлор брав участь у різкому розширенні сектора роздрібної торгівлі у Великій Британії.
У 1980-х роках ця практика була залучена до кількох великих генеральних схем планування Лондона, включаючи Millbank Estate, для Crown Estate Commissioners, ділянку площею 27 акрів у центрі Лондона, яка була спланована та побудована протягом 18 років, і Grosvenor Estate герцога Вестмінстерського., проект, який допоміг забезпечити подальше зростання Лондона як великого світового міста.
На початку 1990-х компанія почала проектувати багато проектів за межами Великої Британії та відкрила свої перші дизайн-студії в континентальній Європі. Друге десятиліття 21-го сторіччя ознаменувалося більшою міжнародною експансією, яка охопила проекти та офіси в Європі, Азії, Центральній і Південній Америці та на Близькому Сході.

## Основні проекти
- Торговий центр Eldon Square, Ньюкасл, Велика Британія (1976) – перший міський торговий центр із похилими громадськими просторами (і двома «першими поверхами»)[7]
- Victoria Place, вокзал Вікторія, Лондон, Велика Британія (1987) – 80 000 квадратних футів роздрібних одиниць, підвішених над залізничними платформами з використанням існуючої конструкції станції[8]
- MediaCityUK, Манчестер, Велика Британія (2010)[9][10]
- Трініті Лідс, Лідс, Велика Британія
- Cabot Circus, Брістоль, Велика Британія (2008)
- Global Harbor, Шанхай, Китай (2013)[11]
- Liverpool Waters, Ліверпуль, Велика Британія (2013–)[12]
- Термінал Хітроу 5, (секція роздрібної торгівлі) Лондон, Велика Британія
- Термінал Хітроу 2, (Роздрібна частина) Лондон, Велика Британія
- Mall of Qatar, Катар (2016)
- Anchorage Gatway, Salford Quays, Salford, Великий Манчестер, Велика Британія[13]
- St Pancras International, Лондон, Велика Британія[14]
- Кампус, Манчестер, Велика Британія[15]
- Port Baku Tower, Азербайджан[16]
- Боб. Дюссельдорф, Німеччина[17]
- The Flow Building, Прага, Чехія[18]
- Деніз Молл, Баку
- City Plaza, Вупперталь
- Bort Baku Tower 2, Баку